# Liga Nacional de Futsal de 2018
A Liga Nacional de Futsal de 2018 (ou ainda LNF 2018) foi a 23ª edição da competição, que é a principal entre clubes do futsal profissional brasileiro, desde sua criação em 1996. O Joinville entrou na temporada como campeão de 2017, já o Shouse é o primeiro clube do Norte a jogar um campeonato nacional de futsal, e 2018 marcou a volta do Cascavel, Blumenau e do São José, após um afastamento de dois e três anos. A equipe do Pato Futsal conquistou seu primeiro título ao vencer o Atlântico na final.

## Fórmula de Disputa

### Primeira Fase
Na Primeira Fase da LNF 2018, os clubes jogaram entre si em turno único. Os 16 melhores classificaram-se direto para as oitavas de final, a fase de mata-mata do torneio.

### Segunda Fase

#### Oitavas de Final
Os 16 clubes classificados, iniciaram as oitavas de final em formato de mata-mata em duas partidas, em caso de vitórias alternadas ou dois empates, a decisão irá para a prorrogação, tendo a vantagem do empate na prorrogação e equipe melhor colocada na primeira fase.

#### Quartas de Final
Restando 8 clubes classificados, iniciaram as quartas de final, em duas partidas eliminatórias, em caso de vitórias alternadas ou dois empates, a decisão irá para a prorrogação, tendo a vantagem do empate na prorrogação e equipe melhor colocada na primeira fase.

#### Semifinal
Os 4 semifinalistas, jogaram em duas partidas eliminatórias para definir os finalistas da temporada, em caso de vitórias alternadas ou dois empates, a decisão irá para a prorrogação, tendo a vantagem do empate na prorrogação e equipe melhor colocada na primeira fase.

#### Final
Os dois finalistas, jogaram em duas partidas eliminatórias para definir o grande campeão da temporada 2016 da LNF, em caso de vitórias alternadas ou dois empates, a decisão irá para a prorrogação, tendo a vantagem do empate na prorrogação e equipe melhor colocada na primeira fase.

## Participantes
Um total de 19 franquias disputam a Liga Nacional de Futsal na temporada 2017, 15 delas são remanescentes da temporada 2017, havendo apenas estreante o paraense Shouse Futsal, além do retorno do Cascavel, Blumenau e do São José
| Equipe         | Cidade                   | Estado | Em 2017   | Ginásio (mando)              | Capacidade | Títulos                           |
| -------------- | ------------------------ | ------ | --------- | ---------------------------- | ---------- | --------------------------------- |
| Assoeva        | Venâncio Aires           | RS     | 2º        | Parque do Chimarrão          | 5 000      | 0 (não possui)                    |
| Atlântico      | Erechim                  | RS     | 8º        | Ginásio do CER Atlântico     | 3 500      | 0 (não possui)                    |
| Blumenau       | Blumenau                 | SC     | N/A       | Ginásio B do Sesi            | 5 000      | 0 (não possui)                    |
| Carlos Barbosa | Carlos Barbosa           | RS     | 6º        | Sérgio Luiz Guerra           | 5 000      | 5 (2001, 2004, 2006, 2009 e 2015) |
| Cascavel       | Cascavel                 | PR     | N/A       | Neva                         | 1 200      | 0 (não possui)                    |
| Copagril       | Marechal Cândido Rondon  | PR     | 11º       | Ney Braga                    | 5 200      | 0 (não possui)                    |
| Corinthians    | São Paulo                | SP     | 7º        | Parque São Jorge             | 6 834      | 1 (2016)                          |
| Foz Cataratas  | Foz do Iguaçu            | PR     | 3º        | Ginásio Costa Cavalcanti     | 1 200      | 0 (não possui)                    |
| Intelli        | São Sebastião do Paraíso | MG     | 5º        | Arena Olímpica João Mambrini | 3 500      | 2 (2012, 2013)                    |
| Jaraguá        | Jaraguá do Sul           | SC     | 9º        | Arena Jaraguá                | 8 500      | 4 (2005, 2007, 2008, 2010)        |
| Joaçaba        | Joaçaba                  | SC     | 12º       | Centro de Eventos da UNOESC  | 2 800      | 0 (não possui)                    |
| Joinville      | Joinville                | SC     | 1º        | Centreventos Cau Hansen      | 4 000      | 1 (2017)                          |
| Magnus         | Sorocaba                 | SP     | 5º        | Arena Sorocaba               | 4 000      | 1 (2014)                          |
| Marreco        | Francisco Beltrão        | PR     | 4º        | Arrudão                      | 2 600      | 0 (não possui)                    |
| Minas          | Belo Horizonte           | MG     | 14º       | Arena Vivo                   | 3 600      | 0 (não possui)                    |
| Pato Futsal    | Pato Branco              | PR     | 10º       | Dolivar Lavarda              | 1 600      | 0 (não possui)                    |
| São José       | São José dos Campos      | SP     | N/A       | Tênis Clube                  | 2 500      | 0 (não possui)                    |
| Shouse         | Belém                    | PA     | Estreante | Mangueirinho                 | 2 500      | 0 (não possui)                    |
| Tubarão        | Tubarão                  | SC     | 16º       | Salgadão                     | 600        | 0 (não possui)                    |

## Primeira Fase

### Classificação
|  | Classificados para às Oitavas de Final |
|  | Eliminados                             |

| Pos | Times                | Pts | J  | V  | E | D  | GP | GC  | SG   |
| --- | -------------------- | --- | -- | -- | - | -- | -- | --- | ---- |
| 1   | Joinville            | 44  | 18 | 14 | 2 | 2  | 63 | 29  | 34   |
| 2   | Carlos Barbosa       | 43  | 18 | 14 | 1 | 3  | 61 | 30  | 31   |
| 3   | Atlântico            | 37  | 18 | 12 | 1 | 5  | 74 | 44  | 30   |
| 4   | Pato Futsal          | 35  | 18 | 10 | 5 | 3  | 56 | 34  | 22   |
| 5   | Corinthians          | 35  | 18 | 10 | 5 | 3  | 52 | 36  | 16   |
| 6   | Jaraguá              | 33  | 18 | 10 | 3 | 5  | 59 | 45  | 14   |
| 7   | Copagril             | 27  | 18 | 8  | 3 | 7  | 57 | 41  | 16   |
| 8   | Joaçaba              | 27  | 18 | 8  | 3 | 7  | 30 | 31  | -1   |
| 9   | Magnus               | 26  | 18 | 7  | 5 | 6  | 63 | 50  | 13   |
| 10  | Blumenau             | 26  | 18 | 7  | 5 | 6  | 48 | 44  | 4    |
| 11  | Minas                | 26  | 18 | 7  | 5 | 6  | 60 | 58  | 2    |
| 12  | Futsal Foz Cataratas | 23  | 18 | 7  | 2 | 9  | 44 | 48  | -4   |
| 13  | Marreco              | 21  | 18 | 7  | 0 | 11 | 54 | 58  | -4   |
| 14  | Assoeva              | 20  | 18 | 5  | 5 | 8  | 39 | 42  | -3   |
| 15  | Tubarão              | 19  | 18 | 4  | 7 | 7  | 50 | 52  | -2   |
| 16  | Cascavel             | 16  | 18 | 5  | 1 | 12 | 47 | 67  | -20  |
| 17  | São José             | 16  | 18 | 4  | 4 | 10 | 34 | 47  | -13  |
| 18  | Intelli              | 8   | 18 | 2  | 2 | 14 | 33 | 62  | -31  |
| 19  | Shouse               | 1   | 18 | 0  | 1 | 17 | 31 | 137 | -106 |

### Confrontos
|               | ASS | ATL | BLU | ACB | CAS | COP | COR | FOZ | INT | JAR  | JOA | JOI  | MAG  | MAR | MIN | PAT | JOS | SHO  | TUB |
| ------------- | --- | --- | --- | --- | --- | --- | --- | --- | --- | ---- | --- | ---- | ---- | --- | --- | --- | --- | ---- | --- |
| Assoeva       | —   | -   | -   | -   | 6-0 | 2-4 | -   | 2-1 | -   | 1-1  | -   | 1-3  | 2-3  | 5-4 | -   | -   | 0-0 | -    | 2-2 |
| Atlântico     | 5-3 | —   | 2-0 | -   | 4-2 | 4-1 | -   | -   | 9-3 | -    | 1-1 | -    | -    | -   | 2-1 | -   | -   | 14-3 | 6-2 |
| Blumenau      | 1-1 | -   | —   | 2-3 | 2-0 | -   | -   | 1-1 | 2-0 | -    | 3-0 | -    | -    | -   | 4-4 | -   | -   | 10-3 | 5-4 |
| ACBF          | 4-0 | 5-2 | -   | —   | 5-0 | 2-1 | 4-1 | -   | -   | -    | -   | -    | 4-2  | 3-0 | -   | 1-0 | -   | 5-1  | -   |
| Cascavel      | -   | -   | -   | -   | —   | 5-3 | 1-3 | 4-3 | 3-2 | 6-6  | -   | -    | 3-6  | -   | 3-4 | 2-4 | -   | 10-3 | -   |
| Copagril      | -   | -   | 5-3 | -   | -   | —   | 3-3 | 4-0 | 4-0 | -    | -   | -    | 2-4  | -   | 5-4 | 1-1 | -   | 6-1  | 6-2 |
| Corinthians   | 0-2 | 2-1 | 1-1 | -   | -   | -   | —   | -   | -   | 4-1  | 4-1 | 4-1  | -    | 5-2 | -   | 4-3 | 2-2 | -    | -   |
| Foz Cataratas | -   | 3-4 | -   | 5-4 | -   | -   | 3-5 | —   | 3-0 | -    | -   | -    | 4-3  | -   | 2-0 | 3-3 | -   | 4-3  | 4-1 |
| Intelli       | 1-1 | -   | -   | 4-5 | -   | -   | 0-3 | -   | —   | 2-5  | 0-2 | 1-2  | -    | 1-3 | -   | -   | -   | 6-3  | 4-2 |
| Jaraguá       | -   | 4-1 | 3-2 | 3-2 | -   | 1-1 | -   | 5-2 | -   | —    | -   | -    | -    | -   | -   | 3-4 | 3-1 | -    | 3-2 |
| Joaçaba       | 4-0 | -   | -   | 0-3 | 2-1 | 2-1 | -   | 1-0 | -   | 0-2  | —   | 1-4  | -    | 4-1 | -   | -   | 4-1 | -    | -   |
| Joinville     | -   | 5-3 | 3-1 | 1-1 | 5-1 | 2-1 | -   | 2-0 | -   | 3-0  | -   | —    | -    | 4-2 | -   | -   | -   | -    | -   |
| Magnus        | -   | 1-3 | 4-4 | -   | -   | -   | 3-3 | -   | 1-0 | 5-2  | 0-2 | 2-5  | —    | -   | 6-6 | -   | 2-2 | -    | -   |
| Marreco       | -   | 2-3 | 3-5 | -   | 2-3 | 5-4 | -   | 5-4 | -   | -    | -   | -    | 1-4  | —   | 4-0 | 2-1 | -   | 11-2 | -   |
| Minas         | 4-0 | -   | -   | 5-3 | -   | -   | 3-0 | -   | 6-5 | 4-5  | 4-4 | 1-5  | -    | -   | —   | -   | 4-2 | -    | 2-2 |
| Pato Futsal   | 3-2 | 5-3 | 7-1 | -   | -   | -   | -   | -   | 3-3 | -    | 2-0 | 6-2  | 3-2  | -   | 3-3 | —   | 3-0 | -    | -   |
| São José      | -   | 1-7 | 0-1 | 1-4 | 5-2 | 0-5 | -   | 1-2 | 5-1 | -    | -   | -    | -    | 4-3 | -   | -   | —   | -    | 2-2 |
| Shouse        | 2-9 | -   | -   | -   | -   | -   | 2-5 | -   | -   | 1-10 | 1-1 | 1-12 | 0-11 | -   | 3-5 | 0-3 | 1-7 | —    | -   |
| Tubarão       | -   | -   | -   | 2-3 | 2-1 | -   | 3-3 | -   | -   | -    | 3-1 | 3-3  | 4-4  | 4-0 | -   | 2-2 | -   | 8-1  | —   |

| Vitória. Derrota. Empate. ° Jogos como visitante. |

### Rodadas na liderança
Em negrito, os clubes que mais permaneceram na liderança.
| Rodadas | Rodadas | Rodadas | Rodadas | Rodadas | Rodadas | Rodadas | Rodadas | Rodadas | Rodadas | Rodadas | Rodadas | Rodadas | Rodadas | Rodadas | Rodadas | Rodadas | Rodadas | Rodadas |
| ------- | ------- | ------- | ------- | ------- | ------- | ------- | ------- | ------- | ------- | ------- | ------- | ------- | ------- | ------- | ------- | ------- | ------- | ------- |
| 1       | 2       | 3       | 4       | 5       | 6       | 7       | 8       | 9       | 10      | 11      | 12      | 13      | 14      | 15      | 16      | 17      | 18      | 19      |
| JOS     | JAR     | JAR     | MAG     | MAG     | JOI     | JOI     | JOI     | JOI     | JOI     | JOI     | ACBF    | ACBF    | ACBF    | ACBF    | ACBF    | JOI     | ACBF    | JOI     |

### Rodadas na lanterna
Em negrito, os clubes que mais permaneceram na lanterna.
| Rodadas | Rodadas | Rodadas | Rodadas | Rodadas | Rodadas | Rodadas | Rodadas | Rodadas | Rodadas | Rodadas | Rodadas | Rodadas | Rodadas | Rodadas | Rodadas | Rodadas | Rodadas | Rodadas |
| ------- | ------- | ------- | ------- | ------- | ------- | ------- | ------- | ------- | ------- | ------- | ------- | ------- | ------- | ------- | ------- | ------- | ------- | ------- |
| 1       | 2       | 3       | 4       | 5       | 6       | 7       | 8       | 9       | 10      | 11      | 12      | 13      | 14      | 15      | 16      | 17      | 18      | 19      |
| SHO     |         |         |         |         |         |         |         |         |         |         |         |         |         |         |         |         |         |         |

## Segunda Fase
Em itálico, os times que possuem o mando de quadra no primeiro jogo do confronto e em negrito os times classificados.
|  | Oitavas de final   | Oitavas de final     | Oitavas de final   | Oitavas de final   |             |                | Quartas de final    | Quartas de final    | Quartas de final    |  |             | Semifinais          | Semifinais          | Semifinais          |  |           | Final               | Final               | Final               | Final               | Final               |
|  | 12 a 23 de outubro | 12 a 23 de outubro   | 12 a 23 de outubro | 12 a 23 de outubro |             |                | 03 a 11 de novembro | 03 a 11 de novembro | 03 a 11 de novembro |  |             | 17 a 25 de novembro | 17 a 25 de novembro | 17 a 25 de novembro |  |           | 02 e 09 de dezembro | 02 e 09 de dezembro | 02 e 09 de dezembro | 02 e 09 de dezembro | 02 e 09 de dezembro |
|  |                    |                      |                    |                    |             |                |                     |                     |                     |  |             |                     |                     |                     |  |           |                     |                     |                     |                     |                     |
|  | 2º                 | Carlos Barbosa       | 6                  | 4                  |             |                |                     |                     |                     |  |             |                     |                     |                     |  |           |                     |                     |                     |                     |                     |
|  | 15º                | Tubarão              | 4                  | 3                  |             |                |                     |                     |                     |  |             |                     |                     |                     |  |           |                     |                     |                     |                     |                     |
|  | 15º                | Tubarão              | 4                  | 3                  |             | Carlos Barbosa | 2                   | 0                   |                     |  |             |                     |                     |                     |  |           |                     |                     |                     |                     |                     |
|  |                    |                      |                    |                    |             | Carlos Barbosa | 2                   | 0                   |                     |  |             |                     |                     |                     |  |           |                     |                     |                     |                     |                     |
|  |                    | Copagril             | 2                  | 2                  |             |                |                     |                     |                     |  |             |                     |                     |                     |  |           |                     |                     |                     |                     |                     |
|  | 7º                 | Copagril             | 2                  | 2                  | Copagril    | 3              | 2(2)                |                     |                     |  |             |                     |                     |                     |  |           |                     |                     |                     |                     |                     |
|  | 7º                 |                      |                    |                    | Copagril    | 3              | 2(2)                |                     |                     |  |             |                     |                     |                     |  |           |                     |                     |                     |                     |                     |
|  | 10º                | Blumenau             | 3                  | 2(0)               |             |                |                     |                     |                     |  |             |                     |                     |                     |  |           |                     |                     |                     |                     |                     |
|  | 10º                | Blumenau             | 3                  | 2(0)               |             |                |                     |                     |                     |  | Copagril    | 1                   | 1                   |                     |  |           |                     |                     |                     |                     |                     |
|  |                    |                      |                    |                    |             |                |                     |                     |                     |  | Copagril    | 1                   | 1                   |                     |  |           |                     |                     |                     |                     |                     |
|  |                    | Atlântico            | 1                  | 2                  |             |                |                     |                     |                     |  |             |                     |                     |                     |  |           |                     |                     |                     |                     |                     |
|  | 6º                 | Atlântico            | 1                  | 2                  | Jaraguá     | 3              | 2                   |                     |                     |  |             |                     |                     |                     |  |           |                     |                     |                     |                     |                     |
|  | 6º                 |                      |                    |                    | Jaraguá     | 3              | 2                   |                     |                     |  |             |                     |                     |                     |  |           |                     |                     |                     |                     |                     |
|  | 11º                | Minas                | 3                  | 6                  |             |                |                     |                     |                     |  |             |                     |                     |                     |  |           |                     |                     |                     |                     |                     |
|  | 11º                | Minas                | 3                  | 6                  |             | Minas          | 3                   | 2                   |                     |  |             |                     |                     |                     |  |           |                     |                     |                     |                     |                     |
|  |                    |                      |                    |                    |             | Minas          | 3                   | 2                   |                     |  |             |                     |                     |                     |  |           |                     |                     |                     |                     |                     |
|  |                    | Atlântico            | 3                  | 3                  |             |                |                     |                     |                     |  |             |                     |                     |                     |  |           |                     |                     |                     |                     |                     |
|  | 3º                 | Atlântico            | 3                  | 3                  | Atlântico   | 4              | 3                   |                     |                     |  |             |                     |                     |                     |  |           |                     |                     |                     |                     |                     |
|  | 3º                 |                      |                    |                    | Atlântico   | 4              | 3                   |                     |                     |  |             |                     |                     |                     |  |           |                     |                     |                     |                     |                     |
|  | 14º                | Assoeva              | 3                  | 0                  |             |                |                     |                     |                     |  |             |                     |                     |                     |  |           |                     |                     |                     |                     |                     |
|  | 14º                | Assoeva              | 3                  | 0                  |             |                |                     |                     |                     |  |             |                     |                     |                     |  | Atlântico | 0                   | 4(1)                |                     |                     |                     |
|  |                    |                      |                    |                    |             |                |                     |                     |                     |  |             |                     |                     |                     |  | Atlântico | 0                   | 4(1)                |                     |                     |                     |
|  |                    | Pato Futsal          | 6                  | 2(2)               |             |                |                     |                     |                     |  |             |                     |                     |                     |  |           |                     |                     |                     |                     |                     |
|  | 4º                 | Pato Futsal          | 6                  | 2(2)               | Pato Futsal | 4              | 3                   |                     |                     |  |             |                     |                     |                     |  |           |                     |                     |                     |                     |                     |
|  | 4º                 |                      |                    |                    | Pato Futsal | 4              | 3                   |                     |                     |  |             |                     |                     |                     |  |           |                     |                     |                     |                     |                     |
|  | 13º                | Marreco              | 2                  | 2                  |             |                |                     |                     |                     |  |             |                     |                     |                     |  |           |                     |                     |                     |                     |                     |
|  | 13º                | Marreco              | 2                  | 2                  |             | Pato Futsal    | 1                   | 4                   |                     |  |             |                     |                     |                     |  |           |                     |                     |                     |                     |                     |
|  |                    |                      |                    |                    |             | Pato Futsal    | 1                   | 4                   |                     |  |             |                     |                     |                     |  |           |                     |                     |                     |                     |                     |
|  |                    | Corinthians          | 1                  | 2                  |             |                |                     |                     |                     |  |             |                     |                     |                     |  |           |                     |                     |                     |                     |                     |
|  | 5º                 | Corinthians          | 1                  | 2                  | Corinthians | 2              | 4(0)                |                     |                     |  |             |                     |                     |                     |  |           |                     |                     |                     |                     |                     |
|  | 5º                 |                      |                    |                    | Corinthians | 2              | 4(0)                |                     |                     |  |             |                     |                     |                     |  |           |                     |                     |                     |                     |                     |
|  | 12º                | Futsal Foz Cataratas | 2                  | 4(0)               |             |                |                     |                     |                     |  |             |                     |                     |                     |  |           |                     |                     |                     |                     |                     |
|  | 12º                | Futsal Foz Cataratas | 2                  | 4(0)               |             |                |                     |                     |                     |  | Pato Futsal | 3                   | 2(3)                |                     |  |           |                     |                     |                     |                     |                     |
|  |                    |                      |                    |                    |             |                |                     |                     |                     |  | Pato Futsal | 3                   | 2(3)                |                     |  |           |                     |                     |                     |                     |                     |
|  |                    | Magnus               | 3                  | 2(1)               |             |                |                     |                     |                     |  |             |                     |                     |                     |  |           |                     |                     |                     |                     |                     |
|  | 8º                 | Magnus               | 3                  | 2(1)               | Joaçaba     | 0              | 2                   |                     |                     |  |             |                     |                     |                     |  |           |                     |                     |                     |                     |                     |
|  | 8º                 |                      |                    |                    | Joaçaba     | 0              | 2                   |                     |                     |  |             |                     |                     |                     |  |           |                     |                     |                     |                     |                     |
|  | 9º                 | Magnus               | 4                  | 2                  |             |                |                     |                     |                     |  |             |                     |                     |                     |  |           |                     |                     |                     |                     |                     |
|  | 9º                 | Magnus               | 4                  | 2                  |             | Magnus         | 4                   | 2 (1)               |                     |  |             |                     |                     |                     |  |           |                     |                     |                     |                     |                     |
|  |                    |                      |                    |                    |             | Magnus         | 4                   | 2 (1)               |                     |  |             |                     |                     |                     |  |           |                     |                     |                     |                     |                     |
|  |                    | Joinville            | 2                  | 6 (0)              |             |                |                     |                     |                     |  |             |                     |                     |                     |  |           |                     |                     |                     |                     |                     |
|  | 1º                 | Joinville            | 2                  | 6 (0)              | Joinville   | 5              | 3                   |                     |                     |  |             |                     |                     |                     |  |           |                     |                     |                     |                     |                     |
|  | 1º                 |                      |                    |                    | Joinville   | 5              | 3                   |                     |                     |  |             |                     |                     |                     |  |           |                     |                     |                     |                     |                     |
|  | 16º                | Cascavel             | 5                  | 0                  |             |                |                     |                     |                     |  |             |                     |                     |                     |  |           |                     |                     |                     |                     |                     |

## Final

#### Primeiro jogo
| 02 de Dezembro | Pato Futsal                                                                | 6–0       | Atlântico | Ginásio Municipal Dolivar Lavarda, Pato Branco |
| 11:00          | Alemão 8' · Dí Maria 9', 28' · Lucas 22' (g.c.) · Ernandes 36' · Djony 39' | Relatório |           | Árbitro: Henrique Angelo da Silva              |

#### Segundo jogo
| 09 de Dezembro | Atlântico                                 | 4 – 2 1 – 2 (pro) | Pato Futsal                                  | Centro Esportivo e Recreativo Atlântico, Erechim |
| 11:00          | Keké 6', 8' · Selbach 22' · Café 24', 17' | Relatório         | Alemão 8' · Ernandes 20', 24' · Dí Maria 24' | Árbitro: Oscar Calheiros Cruz Filho              |

## Premiação
| Liga Nacional de Futsal de 2018 |
| Paraná                          |
| ------------------------------- |
| Pato Futsal Campeão (1º título) |

## Artilharia
Lista dos artilheiros (12 primeiros)
| # | Jogador      | Equipe        | Gols |
| - | ------------ | ------------- | ---- |
| 1 | Keké         | Atlântico     | 23   |
| 2 | Café         | Atlântico     | 21   |
| 3 | Rodrigo      | Magnus        | 17   |
| 3 | Danilo Baron | Pato Futsal   | 17   |
| 4 | Pett         | Jaraguá       | 15   |
| 4 | Suelton      | Copagril      | 15   |
| 4 | Ronaldo      | Cascavel      | 15   |
| 5 | Pedro Rei    | Marreco       | 14   |
| 6 | Edilson      | Shouse        | 13   |
| 6 | Canabarro    | Foz Cataratas | 13   |
| 6 | Zequinha     | Minas         | 13   |
| 6 | Marcel       | Magnus        | 13   |

## Classificação final
| Pos | Times                | Pts | J  | V  | E | D  | GP | GC  | SG   | Classificação               |
| --- | -------------------- | --- | -- | -- | - | -- | -- | --- | ---- | --------------------------- |
| 1   | Pato Futsal          | 50  | 26 | 14 | 8 | 4  | 81 | 50  | 31   | Campeão                     |
| 2   | Atlântico            | 54  | 26 | 17 | 3 | 6  | 94 | 62  | 32   | Vice-campeão                |
| 3   | Magnus               | 35  | 24 | 9  | 8 | 7  | 80 | 65  | 15   | Semifinalistas              |
| 4   | Copagril             | 34  | 24 | 9  | 7 | 8  | 68 | 51  | 17   | Semifinalistas              |
| 5   | Joinville            | 51  | 22 | 16 | 3 | 3  | 79 | 40  | 39   | Eliminados na terceira fase |
| 6   | Carlos Barbosa       | 50  | 22 | 16 | 2 | 4  | 73 | 41  | 32   | Eliminados na terceira fase |
| 7   | Corinthians          | 38  | 22 | 10 | 8 | 4  | 61 | 47  | 14   | Eliminados na terceira fase |
| 8   | Minas                | 31  | 22 | 8  | 7 | 7  | 74 | 69  | 5    | Eliminados na terceira fase |
| 9   | Jaraguá              | 34  | 20 | 10 | 4 | 6  | 64 | 54  | 10   | Eliminados na segunda fase  |
| 10  | Joaçaba              | 28  | 20 | 8  | 4 | 8  | 32 | 37  | -5   | Eliminados na segunda fase  |
| 11  | Blumenau             | 28  | 20 | 7  | 7 | 6  | 53 | 49  | 4    | Eliminados na segunda fase  |
| 12  | Futsal Foz Cataratas | 25  | 20 | 7  | 4 | 9  | 50 | 54  | -4   | Eliminados na segunda fase  |
| 13  | Marreco              | 21  | 20 | 7  | 0 | 13 | 58 | 65  | -7   | Eliminados na segunda fase  |
| 14  | Assoeva              | 20  | 20 | 5  | 5 | 10 | 42 | 79  | -7   | Eliminados na segunda fase  |
| 15  | Tubarão              | 19  | 20 | 4  | 7 | 9  | 57 | 62  | -5   | Eliminados na segunda fase  |
| 16  | Cascavel             | 17  | 20 | 5  | 2 | 13 | 52 | 75  | -23  | Eliminados na segunda fase  |
| 17  | São José             | 16  | 18 | 4  | 4 | 10 | 34 | 47  | -13  | Eliminados na primeira fase |
| 18  | Intelli              | 8   | 18 | 2  | 2 | 14 | 33 | 62  | -31  | Eliminados na primeira fase |
| 19  | Shouse               | 1   | 18 | 0  | 1 | 17 | 31 | 137 | -106 | Eliminados na primeira fase |